# استامن آنگلوف
استامن آنگلوف (بلغاری: Стамен Ангелов؛ زادهٔ ۱ ژوئن ۱۹۸۷) بازیکن فوتبال اهل بلغارستان است.